# 水谷千加古
水谷 千加古（みずたに ちかひさ、1939年2月14日 - 2022年2月1日）は、日本の実業家。INAX、住生活グループ（現在のLIXILグループ）代表取締役社長を務めた。

## 人物
愛知県出身。1958年、名古屋大学工学部を卒業した。同年、伊奈製陶（INAXの前身）に入社した。営業部門、専務取締役等を経て1996年、INAX代表取締役社長に就任した。2001年、INAXトステム・ホールディングス（住生活グループを経て、現在のLIXILグループ）代表取締役社長を務めた。

## 経歴
- 1961年 - 名古屋大学工学部卒業
- 1961年 - 伊奈製陶入社
- 1988年 - INAX取締役営業本部XSITE事業部長就任
- 1992年 - INAX常務取締役営業本部商品企画統括部長兼文化推進部長就任
- 1995年 - INAX専務取締役経営企画部長就任
- 1996年 - INAX代表取締役社長就任
- 2001年 - INAXトステム・ホールディングス代表取締役社長就任
- 2022年 - 死去[1]。82歳没。